# Yee-Sin Leo
Yee-Sin Leo ou Leo Yee-sin (en chinois 梁玉心), née en 1958 ou 1959 à Singapour, est une médecin singapourienne, spécialiste des maladies infectieuses.
Elle est la directrice exécutive du Centre national des maladies infectieuses et effectue des recherches sur les maladies infectieuses émergentes. Elle est la responsable des mesures de Singapour pour répondre aux épidémies, notamment l'infection à virus Nipah, le Syndrome respiratoire aigu sévère (SRAS) et le Covid-19. Elle est sélectionnée en 2020 parmi les 100 femmes les plus influentes selon la BBC.

## Biographie

### Formation
Yee-Sin Leo obtient son diplôme de premier cycle à l'Université nationale de Singapour, puis obtient sa maîtrise en médecine en 1989. Elle tient le registre médical à l'hôpital Tan Tock Seng. La jeune médecin s'intéresse à l'immunologie, mais après une rencontre fortuite avec le spécialiste des maladies infectieuses David Allen, elle s'intéresse davantage aux maladies infectieuses. Elle est l'une des premiers médecins à être formés aux maladies infectieuses à Singapour.

### Carrière médicale, recherches
Yee-Sin Leo travaille en 1992 comme clinicienne à Los Angeles, où plus de la moitié de sa charge de travail concerne les cas de Sida avec le virus de l'immunodéficience humaine (VIH). À son retour à Singapour, elle crée le premier programme VIH avec un centre de soins pour les patients du pays. Elle connaît sa première expérience en première ligne avec les maladies infectieuses lorsque le virus Nipah infecte Singapour en 1999.
En 2002, Yee-Sin Leo est nommé consultant principal au Centre national des maladies infectieuses. Elle mène le pays à travers les épidémies du syndrome respiratoire du Moyen-Orient (MERS), du virus de la grippe A sous-type H7N9 (grippe aviaire) et de dengue. Yee-Sin Leo déclare que les expériences qu'elle a vécues en luttant contre le syndrome respiratoire aigu sévère (SRAS) lui sont très utiles par la suite pour lutter contre le Covid-19.
Pendant la pandémie de Covid-19, Yee-Sin Leo déclare dans la presse de Singapour que les personnes qui ne présentent pas de symptômes d'infection respiratoire ne sont pas obligés de porter des masques.
Lors des préparatifs du Sommet mondial sur la santé organisé par la Commission européenne et le G20 en mai 2021, Yee-Sin Leo est la coprésidente du panel scientifique de haut niveau pour cet événement. Elle siège depuis 2022 au comité consultatif technique du Fonds conjoint de la Banque mondiale et de l'Organisation mondiale de la santé contre la pandémie.

## Vie privée
Yee-Sin Leo est mariée à un spécialiste en biotechnologie ; ils ont trois enfants.

## Prix et distinctions
- Prix Ruban Rouge 2014[8].
- Prix de clinicien senior distingué du National Healthcare Group 2016[3].
- 2020, figure dans la liste du magazine Fortune des plus grands leaders du monde[9].
- 2020, est distinguée par la BBC dans sa liste des 100 femmes (BBC) les plus influentes[10].

## Principales publications
- (en) Muthuri, Venkatesan, Myles et Leonardi-Bee, « Effectiveness of neuraminidase inhibitors in reducing mortality in patients admitted to hospital with influenza A H1N1pdm09 virus infection: a meta-analysis of individual participant data », The Lancet Respiratory Medicine, vol. 2, no 5,‎ 1er mai 2014, p. 395–404 (ISSN 2213-2600, PMID 24815805, PMCID 6637757, DOI 10.1016/S2213-2600(14)70041-4, hdl 10072/67773)
- (en) Young, Ong, Kalimuddin et Low, « Epidemiologic Features and Clinical Course of Patients Infected With SARS-CoV-2 in Singapore », JAMA, vol. 323, no 15,‎ 21 avril 2020, p. 1488–1494 (ISSN 0098-7484, PMID 32125362, PMCID 7054855, DOI 10.1001/jama.2020.3204)
- Hsu, Lee, Green et Ang, « Severe Acute Respiratory Syndrome (SARS) in Singapore: Clinical Features of Index Patient and Initial Contacts », Emerging Infectious Diseases, vol. 9, no 6,‎ 2003, p. 713–717 (ISSN 1080-6040, PMID 12781012, PMCID 3000162, DOI 10.3201/eid0906.030264, lire en ligne)